# محافظة جورما
جورما(بالفرنسية:Gourma) هي إحدى محافظات بوركينا فاسو الخمس وأربعون، تقع جورما في المنطقة الشرقية، عاصمتها هي فادا نجورما.
يبلغ عدد سكان جورما (إحصاءات 2024) 497,745 نسمة، ويبلغ مساحتها 11,145 كم². 

## البلديات
تنقسم محافظة جورما إلى 6 بلديات وهي:
1. بلدية ديابو
2. بلدية ديابانجو
3. بلدية فادا نجورما (العاصمة) ويبلغ عدد سكانها حسب إحصاءات 2019 187,692 نسمة [5]
4. بلدية ماتياكوالي
5. بلدية تيبجا
6. بلدية يامبا.

## التركيبة السكانية حسب الجنس
حسب إحصاءات 2024، فإن عدد الذكور في محافظة جورما 244,680 نسمة أي يمثلون 49.2% من إجمالي السكان، وعدد الإناث كان 253,065 نسمة أي يمثلون 50.8% من إجمالي السكان.

## التركيبة السكانية حسب الفئات العمرية
حسب إحصاءات 2024، فإن عدد السكان الذي يتراوح عمرهم بين 0-14 عامًا 256,903 نسمة، أي يمثلون 51.6% من إجمالي السكان، وعدد السكان الذي يتراوح عمرهم بين 15-64 عامًا 229,350 نسمة، أي يمثلون 46.1% من اجمالي السكان وعدد السكان الذي عمرهم 65+ عامًا كان 11,492 نسمة، أي يمثلون 2.3% من إجمالي السكان.

## المحميات
من إحدى المحميات الثلاث الكاملة في بوركينا فاسو هي محمية سينغو التي تقع في محافظة جورما، وتعد أكبر محمية من حيث المساحة في بوركينا فاسو. 

## التحضر
حسب إحصاءات 2019، فإن عدد السكان الذين يعيشون في الريف كان 364,110 نسمة أي يمثلون 83.3% من إجمالي السكان، وعدد السكان الذين يعيشون في الحضر، كان 73,200 نسمة أي يمثلون 16.7% من إجمالي السكان. 